# أردان (فين)
أردان (بالفارسية: اردان) هي قرية تقع في إيران في قسم فين الريفي.